# Trollface

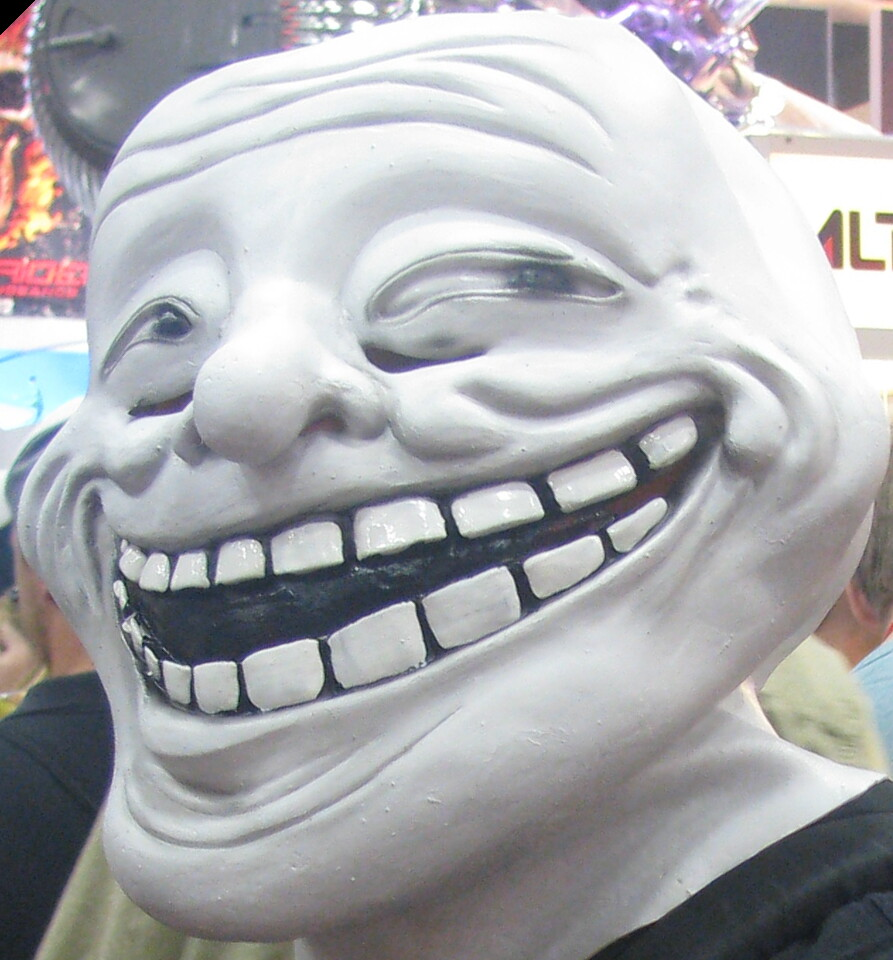
Trollface-Maske

Das Trollface, auch Coolface, ist ein bekanntes Meme im Internet. Seine üblichen Kommentare sind „problem?“ und „u mad?“ (dt.: „Bist Du sauer?“).

## Geschichte
Es wurde erstmals in einem am 19. September 2008 veröffentlichten, Internet-Trolle thematisierenden Comic des deviantART-Users Whynne verwandt. Der Comic verbreitete sich über Plattformen wie 4chan und Reddit schnell im Netz und wurde so bekannt. Inzwischen hat es über Aufkleber, Tags und Spiele weite Verbreitung gefunden.

## Aussehen
Das originale Trollface hat ein sehr breites Grinsen mit einem leicht nach rechts geöffneten Mund, zusammengekniffene Augen und zahlreiche Falten. Seine Arme werden meist extrem lang und durcheinander gezeichnet. Am ehesten lässt sich das Gesicht aus einer Mischung von Mimiken von Jim Carrey (in Die Maske (1994)) und Jim Varney (in Ernest Scared Stupid (1991)) vergleichen.

## Coolface
Den Namen Coolface erhielt die Zeichnung durch einen Comic auf 4chan und eBaum's World. In diesem wird dargestellt, wie ein nervöser Autofahrer bei einer Polizeikontrolle auf den Ratschlag seines Beifahrers „Just put on your cool face“ (dt.: „Setze deinen coolen Gesichtsausdruck auf“) die dargestellte Mimik verwendet und den Polizisten „Problem officer?“ fragt.

## Variationen

### Rage Comics
Besondere Bekanntheit erlangte die Figur auch als Teil der sogenannten Rage Comics. Das Trollface ist dabei meist der „böse“, trollige Gegenspieler.

### Trolldad
Eine Variante der Figur ist der Trolldad. Der Trolldad führt meist ein kurzes Gespräch mit seinen Kindern, indem er ihnen anfangs eine Frage stellt oder von seinen Kindern gestellt bekommt. Er reagiert darauf normalerweise mit einem schlechten Witz und verschwindet dann tanzend aus dem Comic.

### Satna Klause
Satna Klause war eine weitere Version des Trollface zu Weihnachten 2010. Ursprünglich wurde es auf 4chan veröffentlicht und verbreitete sich daraufhin schnell auf diversen anderen Seiten.
Satna trollt dabei oft die Beschenkten, indem er zum Beispiel einem PC-Spieler ein Spiel für den Mac statt für den PC unter den Baum legt.

### Trollphysik
In der Trollphysik werden verschiedene pseudowissenschaftliche Experimente und Basteleien gezeigt, die in der Realität nicht funktionieren können. Besonders Magnete sind ein beliebtes Objekt. So soll etwa ein Auto mit einem Hufeisenmagnet an der Front fahren, indem ein zweiter über eine Stange vor den ersten gehängt wird und diesen anzieht oder sich selbst an den Boden klebt, um mit der Masse der Erde zuzuschlagen.